# Билль об эмансипации католиков
Билль об эмансипации католиков — законодательный акт, принятый британским парламентом 24 марта 1829 года. Билль существенно расширил политические права католиков Соединённого королевства.

## История
Акт об унии, объединивший Великобританию и Ирландию в Соединённое королевство, предоставил депутатам от Ирландии места в парламенте Великобритании. Однако действовавший в то время Акт о присяге не позволял католикам занимать государственные должности, так как требовал принятия присяги, несовместимой с католическими догматами. При этом подавляющее большинство населения Ирландии составляли католики.
В 1823 году О’Коннелл, один из ирландских политических лидеров, основал Католическую ассоциацию, целью которой была эмансипация католиков. В 1828 году О’Коннелл был избран депутатом палаты общин от графства Клэр, но из-за Акта о присяге он не был допущен к участию в заседаниях парламента. Тогда премьер-министр Веллингтон и министр внутренних дел Пиль, опасаясь гражданских волнений, разработали билль, расширяющий права католиков. 24 марта 1829 года билль был принят парламентом, а 13 апреля — санкционирован королём.

## Содержание билля
Католики получили право занимать государственные должности, в том числе право быть депутатами в парламенте. Для них был написан специальный текст присяги. Некоторые высшие должности, однако, по-прежнему были закрыты для католиков. Согласно закону, лицо, исповедующее католицизм, не может быть лордом-канцлером, монархом, регентом, лордом-лейтенантом Ирландии или лордом-хранителем Большой печати. Закон также запрещал католическим священникам носить свои облачения за пределами церквей и частных домов. Иезуитам и представителям других католических орденов было предписано покинуть Соединённое королевство в течение 6 месяцев.
Католики по-прежнему были обязаны платить налоги в пользу Церкви Ирландии. Впоследствии это обстоятельство привело к кампании гражданского неповиновения, позже названной войной против десятины.
Одновременно с принятием билля правительство увеличило в Ирландии имущественный ценз, необходимый для участия в голосовании, с 40 шиллингов до 10 фунтов, что резко сократило количество избирателей.